# Sindrome di Arnold-Chiari
La sindrome di Arnold-Chiari, così chiamata in onore di Julius Arnold e Hans Chiari, i due medici che la descrissero, è un insieme di segni e sintomi associato a una rara malformazione della fossa cranica posteriore che normalmente contiene il cervelletto. Se questa è poco sviluppata, le strutture encefaliche (tonsille cerebellari) erniano (cioè escono dalla loro sede naturale) attraverso il forame magno (apertura alla base del cranio) ed entrano nel canale spinale di almeno 5 mm. La malformazione di Arnold-Chiari può essere associata ad altre condizioni patologiche, quali la siringomielia, il mielomeningocele, la spina bifida e l'idrocefalo e può essere a sua volta causata da patologie come la sindrome di Ehlers-Danlos. Si distinguono due tipi principali di malformazione di Arnold-Chiari, con diversa eziologia, età di comparsa e gravità: il tipo I ed il tipo II; esistono anche il tipo III e IV, ma sono molto gravi e per lo più incompatibili con il proseguimento della vita. L'esistenza di un tipo 0 o altri tipi è discussa; solo in tempi recenti si considera un'erniazione tra circa 1 mm e minore di 5 come apparentabile alla sindrome.

## Clinica
La malformazione può essere asintomatica e può essere scoperta casualmente in corso di esami radiologici o per altri motivi.
Quando sintomatica, la sindrome di Arnold-Chiari è caratterizzata da segni e sintomi neurologici correlati e conseguenti a:
- sofferenza cerebellare (sindrome cerebellare): dà luogo a problemi quali atassia, vertigini, tremore intenzionale e nistagmo;
- alterazione della circolazione del liquor cefalo-rachidiano con aumento della pressione endocranica: dà luogo a problemi quali la cefalea e la rigidità nucale;
- fenomeni di compressione sulle strutture del tronco cerebrale e sui centri neurovegetativi: dà luogo a problemi quali apnee notturne (con incremento di possibilità di insonnia, eccessiva sonnolenza diurna, affaticamento, perdita della memoria, problemi di concentrazione, turbe psicologiche e impotenza) e aritmie cardiache;
- interessamento di nervi cranici, con problemi quali disfagia, disfonia, paresi della muscolatura estrinseca oculare, ipoacusia;
- fenomeni di compressione sul midollo spinale, con problemi quali senso di debolezza muscolare (paresi), anestesia, parestesia, disturbi del tono muscolare (spasticità, spasmi, distonia, crampi, mioclono[4]), perdita della motilità fine, disfunzioni sfinteriche (incontinenza fecale o stipsi[5]), vescica neurogena, sindrome delle gambe senza riposo.

Nella maggior parte dei casi la malattia si manifesta in modo lento e progressivo. Nel 10% dei pazienti la sindrome compare improvvisamente.
Il sintomo più comune è la cefalea suboccipitale che tende ad aumentare con l'esercizio fisico, con la tosse e con le variazioni di postura. Sono riferiti anche disturbi visivi, senso di pressione retroorbitaria, offuscamento della visuale, fotofobia, diplopia; oppure neuro-otologici, vertigini, alterazioni dell'equilibrio, mielopatia, tinnito, ipoacusia, o problemi alla colonna vertebrale come scoliosi, cifosi e lordosi di accomodamento.
Nel tipo II la maggior parte dei pazienti sono bambini piccoli e la sindrome si manifesta in modo grave dopo la nascita, con deficit degli ultimi nervi cranici, turbe della deglutizione, stridore laringeo da paralisi delle corde vocali, disturbi cerebellari (opistotono, nistagmo, atassia), episodi di apnea da sofferenza del tronco encefalico. Successivamente si sovrappone una sindrome da ipertensione endocranica causata dall'idrocefalo per compressione del IV ventricolo e delle vie liquorali.
Il tipo 0 può avere sintomi più lievi oppure identici.

## Tipologie

### Tipo I
Nel tipo I erniano le tonsille cerebellari, che, poste al di sotto degli emisferi cerebellari si dislocano nella parte superiore del canale cervicale e possono spingersi fino a livello della I (atlante) o della II vertebra cervicale (epistrofeo). Solitamente si manifesta nel giovane adulto. In una quota variabile tra il 20 e l'85% dei casi è associata a siringomielia e ad anomalie ossee della base cranica.
La teoria eziologica della trazione caudale dimostra che l’abbassamento delle tonsille nell'Arnold Chiari di tipo I è causato da una trazione provocata da un legamento di nome filum terminale, che s’inserisce tra il coccige e la parte sacrale della colonna vertebrale, e che quando è eccessivamente teso tira dal basso il midollo e le strutture del tronco encefalico, provocando la discesa delle tonsille cerebellari. In questo caso la diagnosi è di Malattia del Filum con abbassamento delle tonsille cerebellari, e la sua espressione clinica si definisce Sindrome Neuro-cranio-Vertebrale.

### Tipo 0 / Chiariborderline
Talvolta si parla di Chiari 0/borderline quando i pazienti che non hanno evidente erniazione delle tonsille cerebellari (maggiore di 5 mm attraverso il forame magno), ma solo una leggera discesa (talvolta nemmeno) o ectopia, però possono presentare i sintomi e a volte anche la siringomielia (Chiari 0).

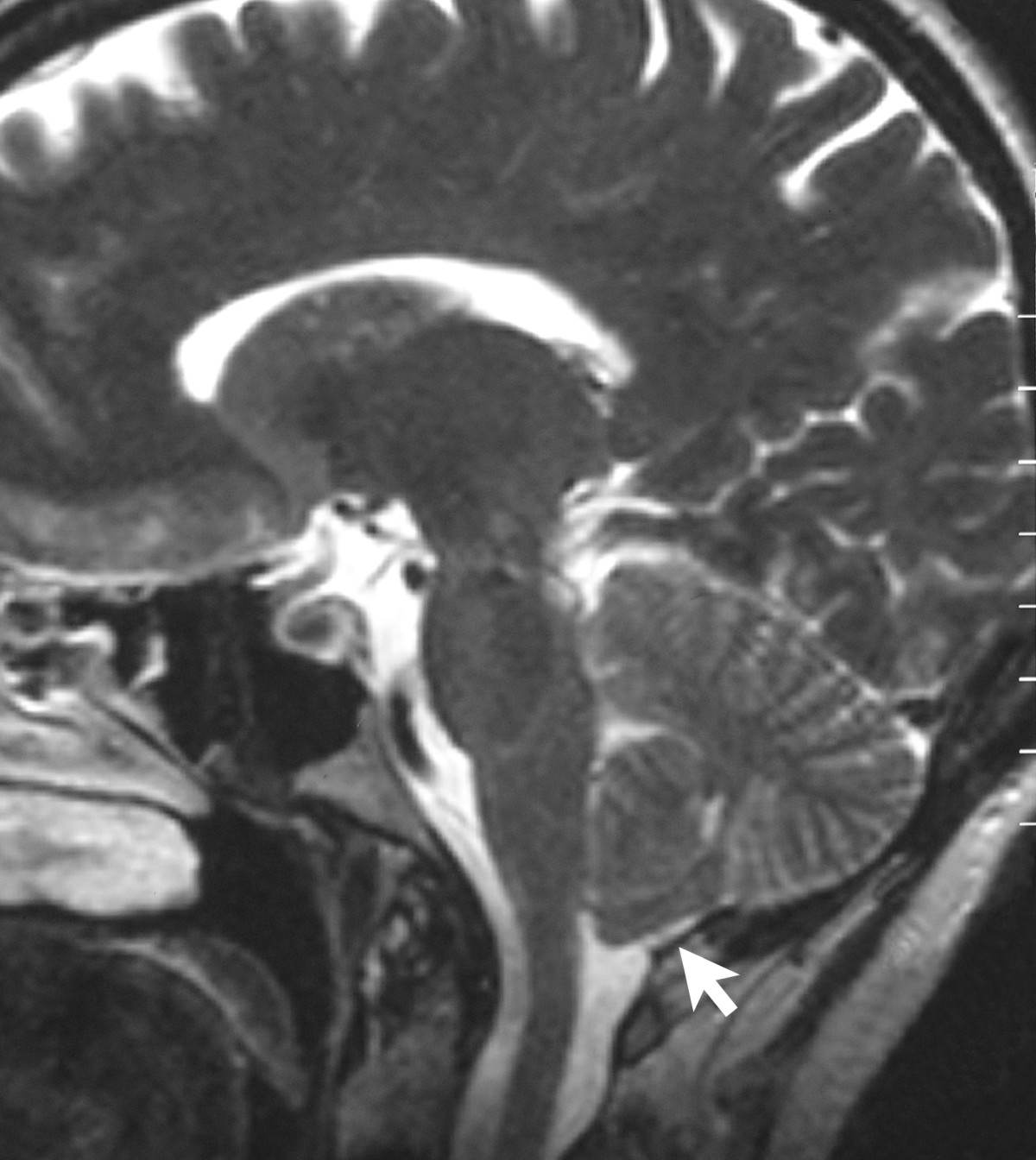
Erniazione di quasi 3 mm

Alcuni parlano anche di tipologie intermedie (e di un'ulteriore suddivisione), chiamate "Chiari borderline", come la Low Lying Cerebellar Tonsils (LLCT), dove l'erniazione può essere di appena 1 mm o inferiore, fino a 5mm; può essere inclusa nella Chiari 0 o 1.
Solitamente il tipo 0 mostra vertigini, dolore al collo, debolezza della parte superiore del corpo, udito diminuito, difficoltà a deglutire, formicolio o intorpidimento alle mani o ai piedi (parestesia), a volte incapacità di sentire dolore o percepire la temperatura nella parte superiore del corpo (anestesia, disestesia, termoregolazione errata), difficoltà a mantenere l'equilibrio o nella camminata.
Lo studio di Milhorat et al. del 2009 ha valutato 2987 pazienti con malformazione di Arnold-Chiari di tipo I e 289 pazienti con tonsille cerebellari discese (tra poco più di 0 e 4 mm) ma non ancora ad un livello da poter essere classificate come Chiari I in cui la discesa tonsille cerebellari è maggiore di 5 mm. 
Low-Lying Cerebellar Tonsils
I pazienti con tonsille che scendevano di 0–4 mm sono stati definiti Low-Lying Cerebellar Tonsils (LLCT), inseribili nel Chiari 0 o tipologia borderline. In questi pazienti la diagnosi di sindrome del midollo ancorato (trazione midollare, spina bifida occulta) fu basata sulla presenza dei seguenti sintomi e segni aspecifici ma generalmente accettati: disfunzione urinaria (tra cui l'incontinenza urinaria, l'urgenza minzionale, la perdita sensoriale, lo svuotamento incompleto della vescica), l'incontinenza fecale o la stipsi, il dolore lombare, dolore alle gambe ed ai piedi, intorpidimento ad arti inferiori, disturbi dell'andatura, debolezza alle gambe, atrofia dei muscoli del polpaccio, perdita dei riflessi tendinei profondi agli arti inferiori, scoliosi toraco-lombare, piede equino, deformità dei piedi, e disrafismo spinale.
Reperti radiografici tradizionali di midollo ancorato con evidenza della parte terminale del midollo spinale sotto il piatto vertebrale inferiore L2 e infiltrazione grassa o ispessimento (2 mm di diametro) del filum terminale. In questo studio sono stati inclusi anche pazienti che non avevano alterazioni morfologiche patologiche e presentavo la parte terminale del cono midollare normoposizionata sopra il piatto vertebrale inferiore L2 e l'assenza di infiltrazione grassa o ispessimento del filum terminale. Furono inclusi i pazienti che presentavano la classica sintomatologia e 5 o più dei seguenti criteri: 1) vescica neurogena confermata da test urodinamici 2) test positivo camminando sulle punte dei piedi (sollievo dei sintomi, tra cui mal di schiena e urgenza urinaria) 3) test positivo del cammino sul tallone (aumento di sintomi tra cui mal di schiena e l'urgenza ad urinare) 4) test positivo di trazione e flessione pelvica (aumento di sintomi tra cui mal di schiena e urgenza delle vie urinarie) 5) siringomielia toracica caudale (vertebra T5 o al di sotto) in assenza di una cavità rostrale 6) scoliosi toracica 7) spina bifida occulta e 8) posizione di dorsale filum terminale nella RM prona o verticale.

### Tipo II
Nel tipo II (malformazione di Arnold-Chiari propriamente detta) sono dislocati nel canale cervicale anche il verme e la parte inferiore degli emisferi cerebellari e il bulbo e si ha l'allugamento del IV ventricolo. Di solito si presenta già alla nascita, ed è associato alla spina bifida. Il tipo II è più grave e il trattamento è più difficile.

### Tipo III
Nel tipo III si ha un vero e proprio encefalocele, cioè l'erniazione dell'encefalo e delle meningi, con gravi conseguenze sullo sviluppo del sistema nervoso.

### Tipo IV
Nel tipo IV si ha il mancato sviluppo delle strutture encefaliche.

## Diagnosi[10]
La metodica d'eccellenza per lo studio della malformazione è la risonanza magnetica, che mostra con precisione la presenza e l'entità della dislocazione delle strutture della fossa cranica posteriore e l'eventuale idrocefalo associato. La tomografia computerizzata è più adatta allo studio delle malformazioni ossee associate.

## Terapia
I trattamenti neurochirurgici indicati per la Sindrome di Arnold Chiari I dipendono dalla teoria seguita dagli specialisti interpellati: la teoria della trazione caudale o la teoria idrodinamica.
Il trattamento eziologico per la malattia del Filum con abbassamento delle tonsille cerebellari consiste nella sezione del filum terminale.
Il vantaggio principale di quest’intervento è che elimina la causa dell’abbassamento delle tonsille cerebellari, bloccando così l’ulteriore avanzare della patologia. In alcuni casi le tonsille cerebellari possono risalire con tendenza a riposizionarsi in sede, ma anche quando ciò non avvenga, l’importante è che viene anche eliminata la compressione nel foro occipitale. La clinica migliora nella maggior parte dei casi con l’alleviarsi o scomparire dei sintomi.
Per altri autori la terapia è neurochirurgica solo nei casi sintomatici gravi, con decompressione suboccipitale, per aumentare lo spazio della fossa cranica posteriore, per decomprimere le strutture encefaliche che vi sono contenute e per normalizzare la circolazione del liquor cefalo-rachidiano, e specialmente in presenza di siringomielia.